# Marco Sales
Marco Sales (OP; Sommariva Bosco, 2 ottobre 1877 – Sommariva Bosco, 7 giugno 1936) è stato un teologo, biblista e frate domenicano italiano.
Membro dell’Ordine dei frati Predicatori (Domenicani), Sales fu Teologo ufficiale del Vaticano sotto Papa Pio XI a seguito della nomina a Maestro del Sacro Palazzo Apostolico il 22 ottobre 1925.
Oltre che alla Teologia - disciplina che insegnò presso la Pontifica Università “San Tommaso d’Aquino” e presso la facoltà teologica di Friburgo - padre Sales si dedicò anche allo studio della Bibbia, pubblicando la celeberrima “Bibbia Martini-Sales” commentata sia nel Nuovo che nel Vecchio Testamento.

## Biografia
Originario del Piemonte, dopo aver compiuto gli studi elementari, proseguì con gli studi di secondo grado presso l’Istituto di Don Pavia a Torino, e poi presso il Collegino di Chieri. Il 28 settembre 1899 fu approvato Lettore e il giorno di Pasqua del 1900 fu ordinato sacerdote.
Nel 1905, dopo aver superato brillantemente l’esame di teologia presso la Facoltà Teologica di Torino, ricevette il titolo di Dottore Collegiato. Venne nominato professore all’Angelicum di Roma nel 1909 e mantenne l’incarico fino al 1911, anno in cui divenne Maestro in Teologia e venne quindi inviato presso la Facoltà Teologica di Friburgo dove insegnò dal 1912 al 1925.
Il 22 ottobre 1925 fu scelto come Maestro del Sacro Palazzo Apostolico, divenendo così il Teologo ufficiale del Papa (Pio XI). In questo periodo egli continuò i suoi lavori di Commento alla Sacra Scrittura pubblicando una serie di Commentari biblici tra i quali figura la Bibbia Martini-Sales.
Morì nel suo paese nativo, Sommariva Bosco, il 7 giugno 1936.